# Cemocotyle noveboracensis
Cemocotyle noveboracensis is een soort in de taxonomische indeling van de platwormen (Platyhelminthes). De worm is tweeslachtig en kan zowel mannelijke als vrouwelijke geslachtscellen produceren. De soort leeft in zeer vochtige omstandigheden.
De platworm behoort tot het geslacht Cemocotyle en behoort tot de familie Cemocotylidae. De wetenschappelijke naam van de soort werd voor het eerst geldig gepubliceerd in 1919 door MacCallum.